# 馬師
馬師爵士KCMG（1827年—1906年7月21日），英國殖民地官員，1879年至1887年間出任香港輔政司兼核數總長，曾多次署任港督。1885年12月，第9任港督寶雲退休後，署任港督一職長達16個月。灣仔的馬師道（Marsh Road）和紅磡孖庶街（Marsh Street）都是以他命名。